# Arbury Hill
Arbury Hill är en kulle i Storbritannien.   Den ligger i grevskapet Northamptonshire och riksdelen England, i den södra delen av landet, 110 km nordväst om huvudstaden London. Toppen på Arbury Hill är 223 meter över havet.
Terrängen runt Arbury Hill är huvudsakligen platt. Runt Arbury Hill är det ganska tätbefolkat, med 129 invånare per kvadratkilometer. Närmaste större samhälle är Daventry, 5,8 km nordost om Arbury Hill. Trakten runt Arbury Hill består till största delen av jordbruksmark.